# فريتز ريمينغتون
فريتز ريمينغتون هو مسير أعمال وسياسي أمريكي، ولد في 14 نوفمبر 1929 في إليزابيث في الولايات المتحدة، وتوفي في 2 يناير 2016. نشط حزبياً في الحزب الجمهوري. وقد انتخب عضو جمعية نيوجيرسي العامة ‏.